# Coelapatetor aciculatior
Coelapatetor aciculatior là một loài tò vò trong họ Ichneumonidae.